# New Southern
New Southern ist das erste Studioalbum der US-amerikanischen Southern-Rock-/Heavy-Metal-Band Anti-Mortem. Es erschien am 25. April 2014 über Nuclear Blast.

## Entstehung
Produziert wurde New Southern von Bob Marlette, der zuvor schon mit Bands wie Black Stone Cherry oder Shinedown gearbeitet hat. Marlette hatte zuvor bereits mehrere Demos mit der Band aufgenommen und kümmerte sich nach dem Aufnahmen auch um die Abmischung und das Mastering. Das Albumcover wurde von Brent Elliot White erstellt. Als Bonus enthält das Album das Lied A Little Too Lose. Hierbei handelt es sich um eine Coverversion eines Mr.-Big-Liedes. Für die Lieder Stagnant Water und 100% Pure American Rage wurden Musikvideos gedreht. 

## Titelliste
Laut Sänger Larando Romo beschreibt der Albumtitel New Southern den Lebensstil und die Denkweise der Band. 

„Es ist dieselbe Einstellung, dieselbe Wut und dieselbe Entschlossenheit der Rebellen, die vor uns lebten und sich gegen alle Widrigkeiten für Gerechtigkeit einsetzten.“

Als Beispiele für diese Rebellen nannte Romo Persönlichkeiten wie John F. Kennedy, Mahatma Gandhi oder John Lennon. 
In Words of Wisdom geht es darum, Autoritäten in Frage zu stellen. Als Beispiel nannte Romo Menschen, die anderen Menschen sagen, wie sie ihr Leben zu leben haben. Path to Pain kritisiert Menschen, die sich in die Belange anderer einmischen. Wake Up befasst sich mit Regierungen, die für gewissen gesellschaftliche Schichten die Türen verschließt. 100% Pure American Rage ist laut Zain Smith ein politischer Song, bei dem es darum geht, die Lebensumstände zu ändern und gegen Dinge, die falsch sind, aufzubegehren. Black Heartbeat handelt von Beziehungen zwischen zwei Menschen.
Das Albumcover zeigt vorne zwei Soldaten aus dem amerikanischen Sezessionskrieg. Von hinten kommt der Tod auf einem Pferd angeritten. Larado Romo erklärte in einem Interview, dass beide Soldaten Angst vor dem Tod haben und ihn finden werden, weil sie sich selber ihre Situation gebracht haben.

## Rezeption
Reinhold Reither vom österreichischen Onlinemagazin Stormbringer lobte die Band für die „wunderbare Balance  aus wirklich brettharten Metal-Tunes und den nah an der Suchtgrenze angesiedelten Melodien“, die „für etliche spannende und höchst unterhaltsame Umdrehungen sorgen“ und vergab vier von fünf Punkten. Für Michael Siegl vom Onlinemagazin Metalnews.de haben Anti-Mortem ein beeindruckendes Debütalbum abgeliefert und hob die arschcoole Gitarrenarbeit und das dynamisch-rotzige Organ des Sängers hervor, was der Band zum gewissen Etwas verhilft. Er bewertete das Album mit 5,5 von sieben Punkten. Matthias Weckmann vom deutschen Magazin Metal Hammer schrieb, dass es „viele Momente gibt, in denen man breitbeinig vor den Boxen steht und die Riffs auf der Luftgitarre nachdrischt“, vermisste aber „die genialen Ideen im Chorus“ und vergab daher vier von sieben Punkten.
In den Vereinigten Staaten wurde das Album in der ersten Woche nach der Veröffentlichung etwa 1.400 Mal verkauft. Das Album wurde bei den Metal Hammer Awards 2014 in der Kategorie Bestes Debütalbum nominiert.